# Агдам
Ахдам (на азербайджански: Ağdam' на руски: Агдам; на арменски: Աղդամ, Акна) е изоставен град в Равнинен Карабах. Де юре е център на Ахдамски район на Азербайджан , но от 23 юли 1993 г., града и по-голямата част от едноименния район са превзети от Армията на Нагорно Карабахската Република (НКР), на практика е част от „пояса за безопасност“ на Нагорни Карабах.
Преди Войната в Нагорни Карабах там функционират фабрики за масло, вино и ракия, машинни и копринени фабрики, летище и две жп гари. До 1989 г. Агдам има 28 031 жители. Тъй като азербайджанските сили се изтеглят от Карабах след политически сътресения в страната по време на войната, арменските сили превземат Агдам през юли 1993 г. Тежките битки принуждават населението на града да бяга на изток. След превземането арменските сили разграбват града. До 2020 г. е почти изцяло разрушен и необитаем.
Като част от споразумение, което сложи край на войната в Нагорни Карабах през 2020 г., градът и околният район станаха под контрола на Азербайджан на 20 ноември 2020 г.

## Етимология
Името на града е от азербайджански произход, което означава "бяла къща", където ağ означава "бял", а dam е "къща" или "таван", като по този начин означава "ярка осветена от слънце, бяла къща", дадено от Панах Али Хан на Карабахското ханство във връзка с гробището Имарат. Според други източници името произлиза от древнотюркския речник, което означава „малка крепост“.
През ноември 2010 г. града е преименуван от правителството на НКР на Акна (арменски: Ակնա). Преди да се върне под контрола на Азербайджан, той е бил административно подчинен на град Аскеран, който се намира на около 12 километра югозападно.

## История
За селище с името Ахдам се споменава през XVII век. Статус на град получава в съветския период. Населението през 1970 година наброява 21 300 жители, през 1988 година наброява 154 600 души, в настояще време е необитаем.
Намира се на 26 км от Степанакерт, и на 362 км от Баку. Ахдамски район има площ от 1904,9 км² и има стратегическо разположение. До войната в Нагорни Карабах (1991 – 1994), на територията на района има 97 населени пункта, 38 колхоза, 26 совхоза и кооперативни обединения, 24 строителни организации, 12 промишлени предприятия, 105 транспортни и индустриални обекти, даващи работа на повече от 120 000 души.
Общия жилищен фонд на района е 1 933 000 км², от тях 1 546 000 км са разрушени в конфликта между азери и арменци.

## Климат
Агдам има студен полусух климат.

## Побратимени градове
- Тишавашвари, Унгария[13][14]